# Accusation de crime rituel contre les Juifs de Rhodes
Vous lisez un « bon article » labellisé en 2011.
Une accusation de crime rituel contre les Juifs de Rhodes voit le jour, en 1840, dans cette île du Dodécanèse alors sous domination ottomane, à la suite de la disparition d'un enfant chrétien. La population grecque orthodoxe de Rhodes accuse la communauté juive de pratiquer le crime rituel, une allégation antisémite ancrée dans la tradition chrétienne.
Au début de l'affaire, l'accusation portée contre les Juifs est reconnue par les consuls de plusieurs pays d'Europe, dont le Royaume-Uni, la France, l'empire d'Autriche, la Suède et la Grèce, même si plus tard, sous la pression de leur diplomatie, certains changent d'avis pour soutenir la communauté. Le gouverneur ottoman de Rhodes rompt avec la longue tradition des gouvernements précédents, consistant à rejeter l'existence des « meurtres rituels », et confirme l'accusation. Il fait arrêter plusieurs suspects juifs dont certains sont torturés et produisent de faux aveux. L'affaire entraîne la fermeture de la totalité de la Juderia (quartier juif) pendant douze jours.
Les Juifs de Rhodes lancent des appels à l'aide à leurs coreligionnaires d'Istanbul. Ces derniers font part des détails de l'affaire ainsi que de celle de nature similaire impliquant les Juifs de Damas aux communautés européennes. Au Royaume-Uni et en Autriche, les communautés juives relaient avec succès la cause des Juifs de Rhodes auprès de leurs gouvernements. Ces derniers envoient des protestations officielles à leurs ambassadeurs à Constantinople, condamnant de façon très claire l'accusation de « crime rituel ». Un consensus est obtenu pour déclarer les accusations infondées. Le gouverneur de l'île de Rhodes se montrant incapable de contrôler certains de ses administrés chrétiens fanatisés, renvoie l'affaire au gouvernement central, qui entame une enquête officielle. En juillet 1840, l'enquête conclut à l'innocence de la communauté juive. Enfin, en novembre de la même année, le sultan Abdülmecit Ier promulgue un firman (décret) dénonçant la nature calomnieuse de l'accusation de crime rituel.

## Contexte

### Communauté juive de Rhodes

La communauté juive de Rhodes dans l'ensemble ottoman.

La présence juive à Rhodes est notée pour la première fois à la fin de la période hellénistique. Dans un décret romain, daté de 142 av. J.-C et rapporté dans Maccabées I 15:23., Rhodes fait partie des zones de renouvellement d'un pacte d'amitié entre le Sénat romain et la nation juive. Au XIIe siècle, Benjamin de Tudèle dénombre environ 400 Juifs dans la ville de Rhodes.

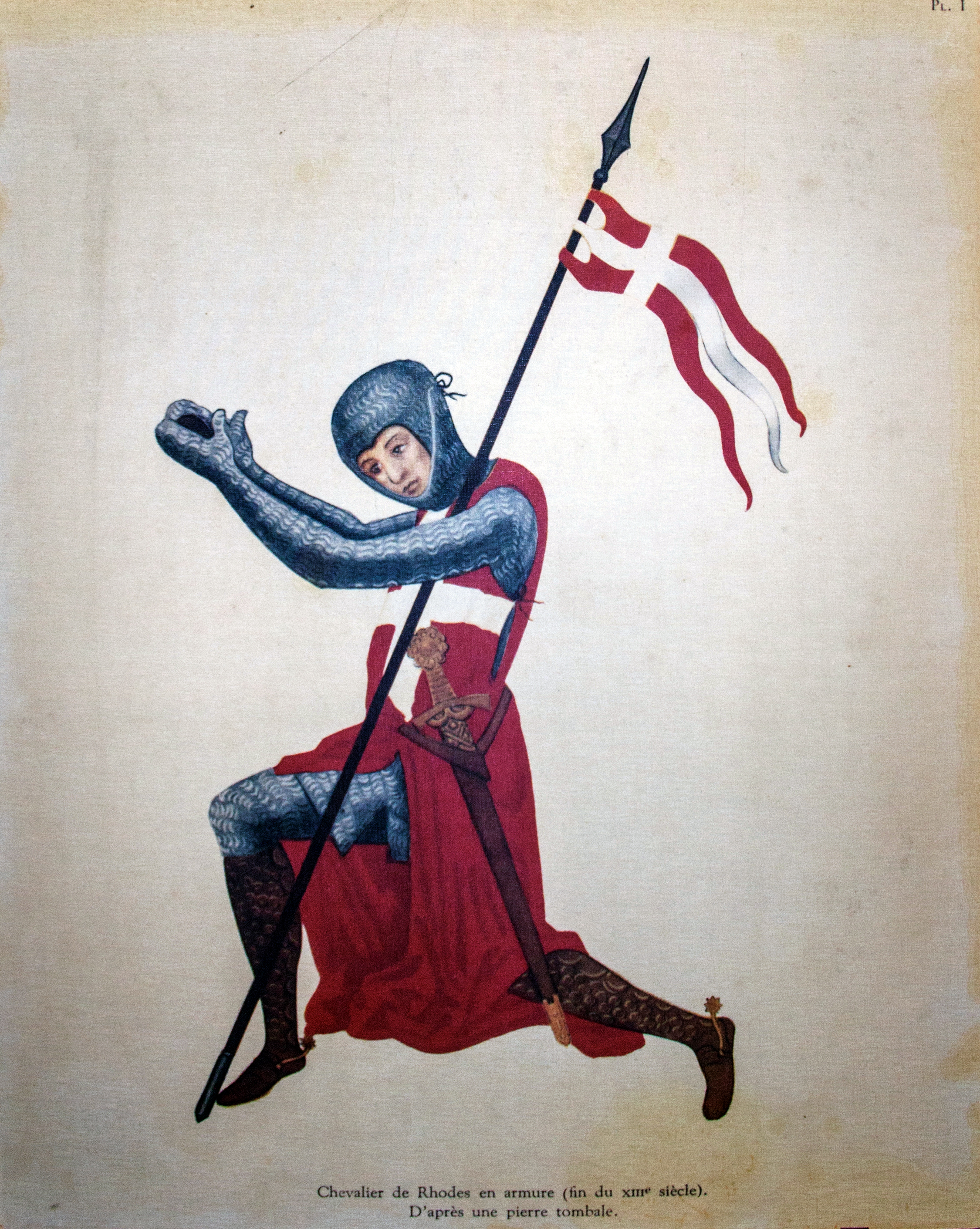
Chevalier en armure de la fin du, appartenant à l'Ordre de Saint-Jean de Jérusalem à Rhodes, représenté à la fin du, à partir du dessin d'une pierre tombale.

Les hospitaliers conquièrent Rhodes entre 1307 et 1310. Ils font construire au bord de la Juderia, le quartier juif, un mur qu'ils nomment « muraille des Juifs ». 
En 1481 et 1482, des tremblements de terre détruisent le quartier juif, si bien que seules 22 familles restent présentes dans la cité. Après une épidémie de peste bubonique dans les années 1498-1500, les hospitaliers expulsent les derniers Juifs qui ont refusé le baptême. Dans les deux décennies suivantes, les Hospitaliers font venir à Rhodes 2 000 à 3 000 Juifs, exploités comme esclaves sur les travaux de fortifications,.
En 1522, l'île est conquise par les Ottomans. Sous leur domination, de nombreux Juifs séfarades viennent s'installer sur l'île, la communauté prospère, sa réussite économique se basant sur un « commerce triangulaire » entre l'Égypte, Rhodes et Salonique. 
Au XIXe siècle, les Juifs les plus aisés exercent la profession de marchands de vêtements, de soie, de soufre et de mastic. Le reste de la population est constitué de petits commerçants, d'artisans, de vendeurs de rue et de pêcheurs. La communauté juive est administrée par un conseil de sept représentants. Certaines sources évaluent la population juive de cette période entre 2 000 et 4 000 individus.

### Rôle des consuls dans l'Empire ottoman
Afin de protéger leurs intérêts commerciaux, les puissances européennes entretiennent des consuls dans les principales places commerciales de l'Empire ottoman. Le système des capitulations leur donne un droit de regard sur les affaires concernant leurs nationaux et, plus largement, ils jouent un rôle de protection des minorités religieuses. Très longtemps, ces agents diplomatiques exerçant hors de la capitale (consuls et vice-consuls) ne sont pas des diplomates de carrière, mais des commerçants. En effet, le premier intérêt occidental dans l'Empire ottoman est commercial tandis que les puissances occidentales ne reconnaissent pas le sultan. Pour défendre leurs intérêts économiques (puis, plus largement, l'ensemble de leurs intérêts), les nations occidentales ont recours à des correspondants locaux : soit des commerçants autochtones ou dont la famille a une lointaine origine occidentale, soit des commerçants de leur nation envoyés sur place (le cas de ceux que les Britanniques appellent les Turkey Merchants par exemple). Il n'est pas rare non plus qu'un même consul (italien, britannique, russe ou français pour les plus courants) soit au service de plusieurs nations. Cela peut donc placer les consuls au service des pays occidentaux dans une situation où ils sont beaucoup plus proches de la population grecque orthodoxe ou encore beaucoup plus en concurrence avec les commerçants juifs que ne le seraient de « véritables » diplomates.

### Accusations de crimes rituels contre les juifs dans l'Empire ottoman

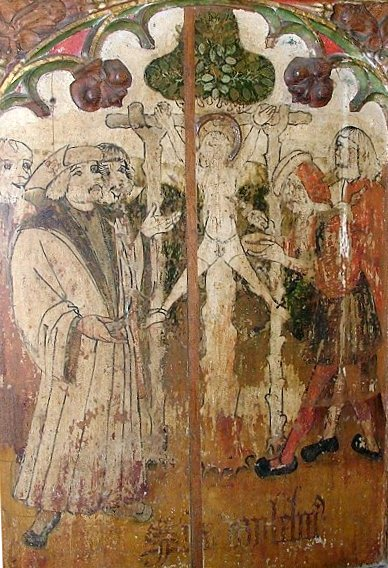
Exemple de représentation du soi-disant martyre de William de Norwich infligé par des Juifs, en l'église de la Sainte-Trinité à Norfolk

Les accusations de « crime rituel » contre les Juifs trouvent leur origine en Angleterre, en 1144, avec le cas de Guillaume de Norwich. L'idée que les Juifs utiliseraient le sang d'enfants chrétiens pour préparer le pain azyme de la pâque juive devient un classique de l'antisémitisme chrétien (antijudaïsme) du Moyen Âge et on en dénombre pas moins de 150 cas. Avec le développement de procédures légales plus standardisées concernant les preuves dans les affaires juridiques, le nombre de cas tend à diminuer et seules quelques accusations de crimes rituels sont reprises par les cours de justice européennes après 1772. Néanmoins, des accusations ponctuelles ressurgissent jusqu'au XIXe siècle,.

Le mythe des « crimes rituels » est aussi fortement enraciné au sein des communautés chrétiennes orthodoxes, les accusations de « crime rituel » sont ainsi chose commune dans l'Empire byzantin. Après la conquête des terres byzantines par les Ottomans, les communautés grecques sont habituellement à l'origine de ces accusations de « meurtre rituel » contre les Juifs, souvent dans un contexte de forte tension économique ou sociale.

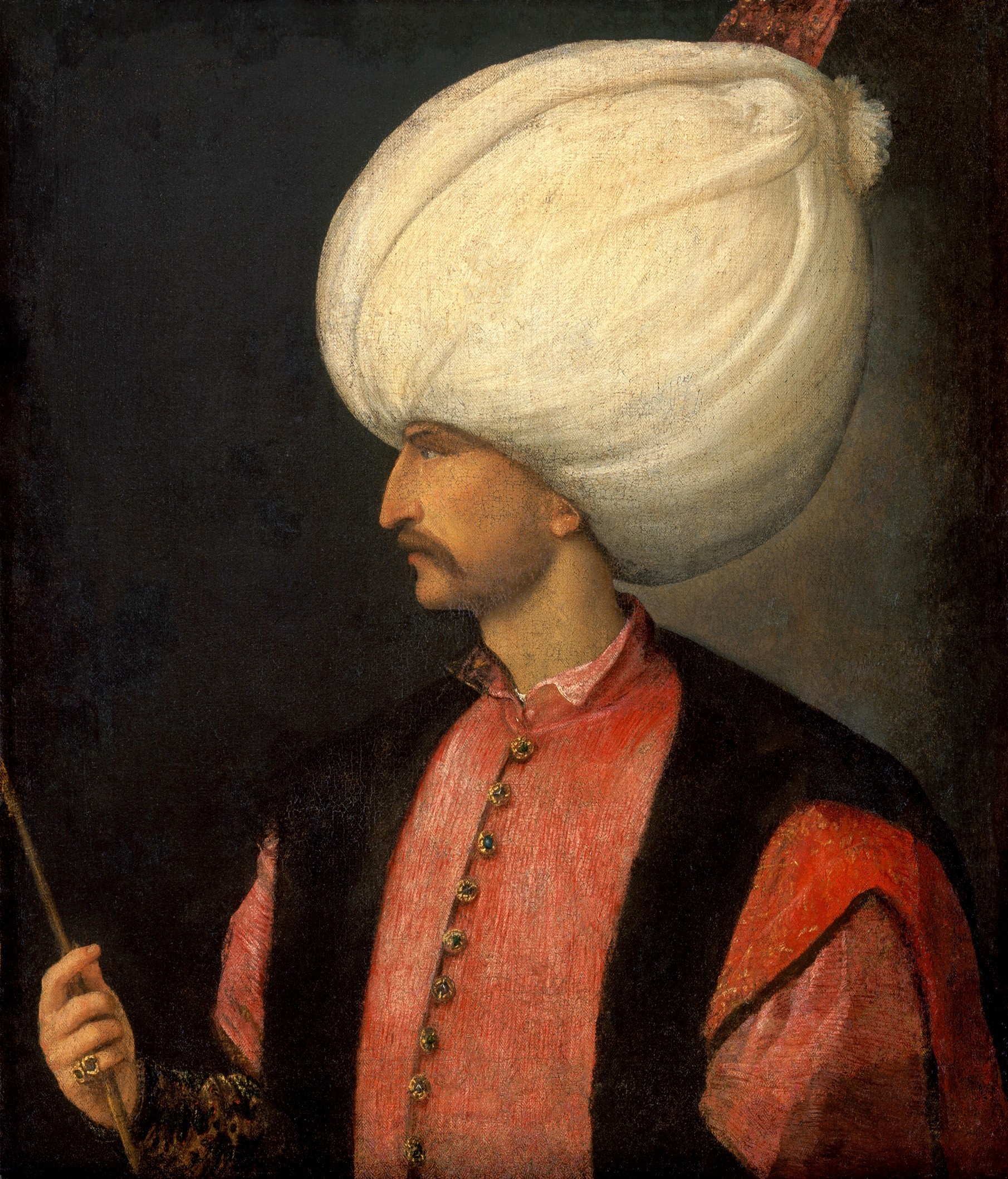
Soliman le Magnifique a dénoncé les accusations pour crimes rituels dans l'Empire ottoman au XVI, mais celles-ci deviennent de plus en plus nombreuses avec l'augmentation de l'influence chrétienne au XVIII.

La première occurrence d'une accusation de « crime rituel » contre les Juifs du temps de l'Empire ottoman remonte au règne de Mehmed II. Ce type d'affaire reste sporadique et les autorités ottomanes les condamnent dans la plupart des cas. Au XVIe siècle, le sultan Soliman le Magnifique publie un firman dénonçant formellement les accusations de crimes rituels contre les Juifs.
Avec l'influence grandissante du christianisme dans l'Empire ottoman, la position des Juifs est de plus en plus attaquée. Le firman Hatt-i Sharif de 1839, ouvre une période de réformes libérales connue sous le nom de Tanzimat. C'est au cours de cette période que le statut des chrétiens est renforcé et que la capacité des autorités à protéger les Juifs décline. Avant 1840, on fait état d'accusations pour « crime rituel » à Alep en 1810 et à Antioche en 1826.
En 1840, en concomitance avec le cas de Rhodes, une autre accusation vise les Juifs de Damas, connue sous le nom d'affaire de Damas, alors que la ville est sous le bref contrôle du gouverneur égyptien Méhémet Ali. Le 5 février, le frère capucin Thomas et son serviteur Ibrahim Amara sont portés disparus. La communauté juive de Damas est accusée de leur assassinat en vue de recueillir leur sang pour la préparation du pain azyme de la pâque juive. La communauté chrétienne locale, le gouverneur de la ville et le consul de France, qui reçoivent un soutien actif de Paris, instruisent l'accusation de « meurtre rituel ». Les Juifs accusés sont torturés et certains confessent avoir commis les meurtres. Leurs témoignages sont utilisés par l'accusation comme des preuves irréfutables de culpabilité. Cette affaire attire l'attention de la communauté internationale, soulevant de nombreuses protestations dans toute la diaspora juive d'Europe.

## Accusation

### Disparition
Le 17 février 1840, un enfant d'une famille grecque orthodoxe de la ville de Rhodes, parti pour une promenade, est porté disparu. Le jour suivant, sa mère déclare sa disparition aux autorités ottomanes. Le gouverneur de l'île, Youssouf Pacha, lance des recherches, qui restent vaines plusieurs jours. Les consuls européens de l'île pressent le gouverneur de résoudre l'affaire : la famille du disparu est chrétienne, même si sans protection consulaire. 
Pour la population orthodoxe de Rhodes, il ne fait nul doute que le garçon a été assassiné par des Juifs à des fins rituelles. Un témoin oculaire de l'époque indique : « Il était clairement admis que le garçon en question avait été enlevé pour être sacrifié par les Juifs. L'île entière était agitée, d'un bout à l'autre. » Une telle assurance de la part de la communauté chrétienne en la responsabilité des Juifs pousse les autorités ottomanes à commencer à fouiller le quartier juif, toujours sans résultat.

### Arrestations, interrogatoires et tortures

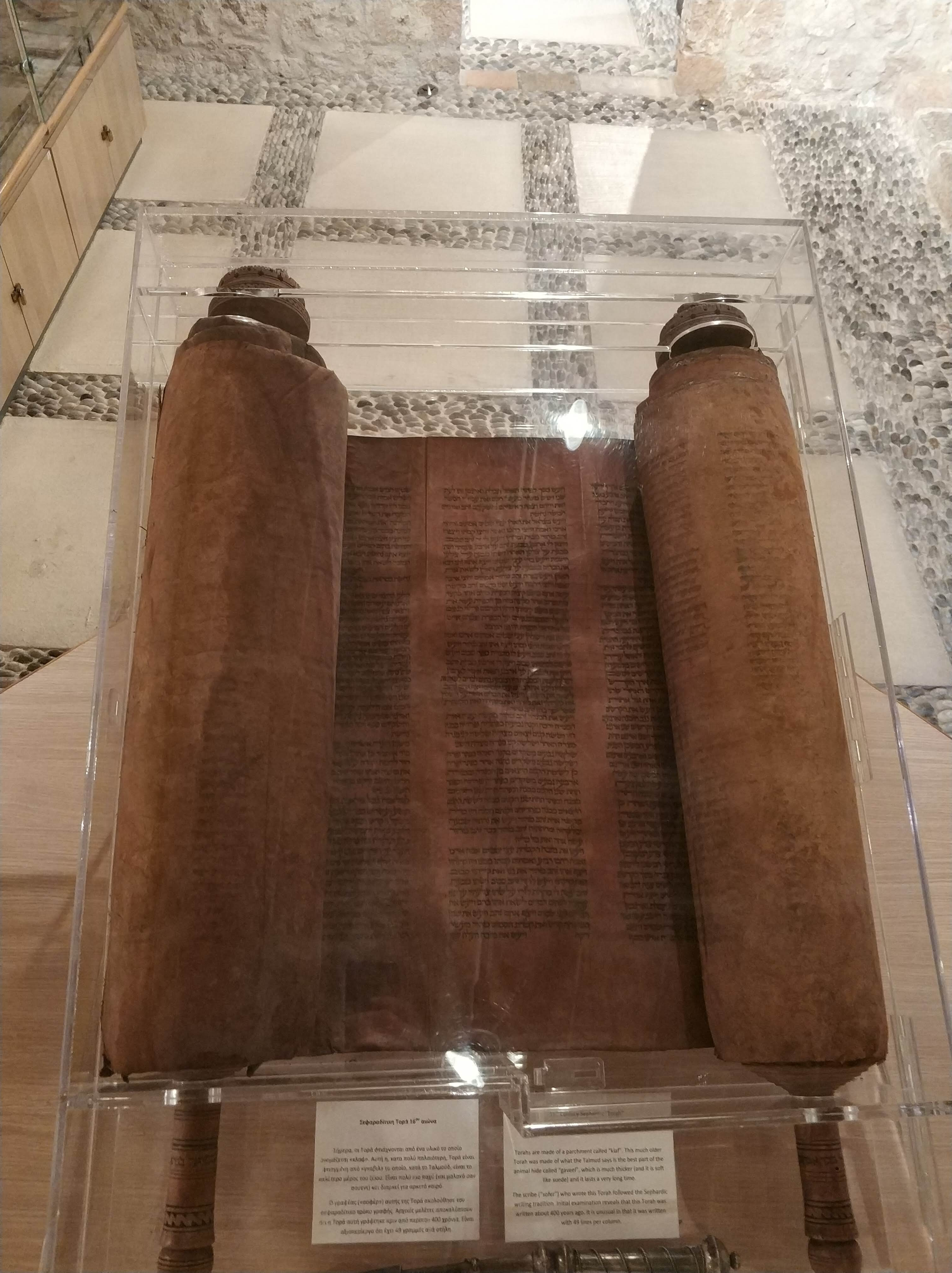
Ancien rouleau de la Torah de la communauté de Rhodes

Quelques jours plus tard, deux femmes grecques rapportent avoir vu un garçon marcher en direction de la ville de Rhodes accompagné par quatre Juifs. Les femmes donnent l'identité de l'un d'entre eux, Eliakim Stamboli,. Ce dernier est arrêté, questionné et soumis à 500 coups de bâton. Le 23 février, il est de nouveau interrogé et torturé par le feu, en présence de plusieurs notables, dont le gouverneur, le cadi (juge musulman), l’archevêque grec et des consuls européens. Des Juifs de Rhodes donnent une description des sévices subis par Stamboli « chargé de chaînes, un grand nombre de coups lui furent portés et des fils métalliques portés au rouge enfilés dans son nez, des os brûlants furent appliqués sur sa tête et une pierre très lourde posée sur sa poitrine, de telle manière qu'il se retrouvât à l'article de la mort ». Sous la torture, Stamboli confesse l'accusation de « crime rituel » et incrimine d'autres Juifs, ce qui provoque d'autres arrestations. Une demi-douzaine de Juifs sont torturés et le grand-rabbin de la communauté est soumis à un interrogatoire visant à déterminer si le « crime rituel » fait partie des pratiques juives.

### Blocus du quartier juif

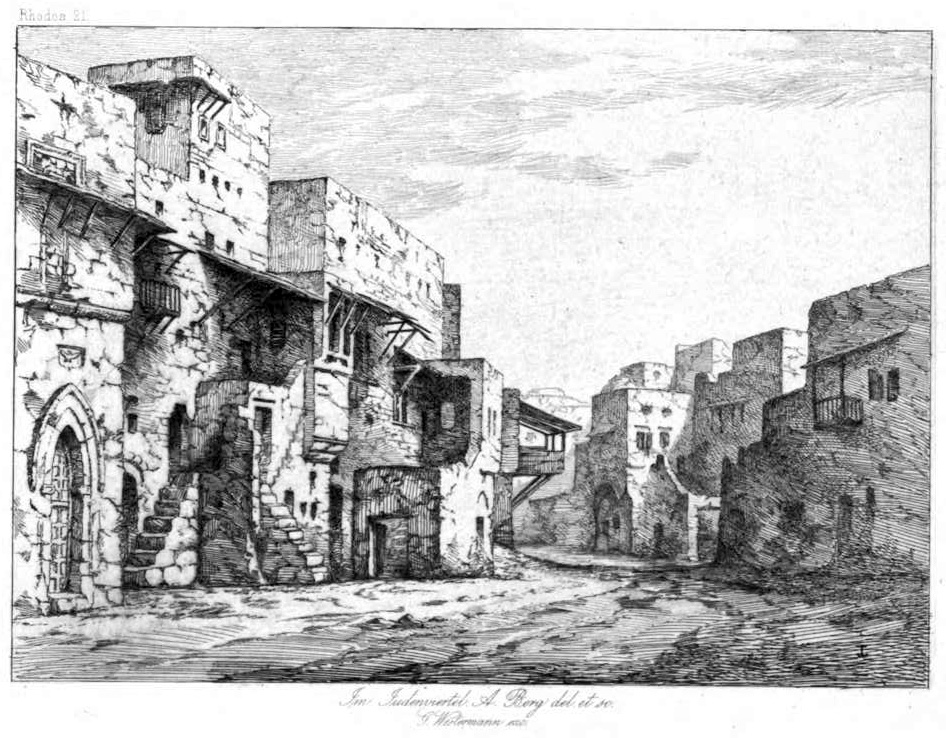
Représentation de la Juderia de Rhodes (1861)

À la demande du clergé grec et des consuls européens, le gouverneur Yousouf Pacha ordonne à la veille de la fête de Pourim la fermeture du quartier juif (la Juderia) et l'arrestation du grand-rabbin Jacob Israël. L'approvisionnement en nourriture et en eau potable est coupé. Les Juifs arrivent à déjouer une tentative visant à faire rentrer un cadavre humain dans leur quartier. 
Les autorités musulmanes dans leur ensemble ne tiennent pas à faire perdurer les sanctions contre les Juifs. On découvre ainsi que le musulman chargé de faire respecter le blocus vend secrètement du pain aux Juifs encerclés. Sur l'insistance du consul britannique, il est bastonné et démis de ses fonctions. Le cadi fraternise ouvertement avec les Juifs. Fin février, il initie de nouvelles audiences sur l'affaire, à la suite de quoi les preuves sont déclarées insuffisantes pour qu'une condamnation soit prononcée. Le gouverneur refuse cependant de lever le blocus, même s'il semble ébranlé dans sa résolution. Début mars, il demande des instructions à Constantinople. Après douze jours de blocus, il fait finalement lever la mesure à l'occasion de la visite d'un haut fonctionnaire du trésor public en tournée d'inspection. Les Juifs estiment à partir de ce moment que l'affaire est close et « rendirent grâce au Tout-puissant pour leur délivrance ».

### Influence de l'«affaire de Damas»
L'apaisement prend fin début mars lorsque des nouvelles de l'affaire de Damas parviennent jusqu'à Rhodes. Les rapports indiquant que les Juifs de Damas ont confessé avoir assassiné le père Thomas renforcent la croyance de la communauté chrétienne en la pratique du crime rituel à Rhodes. Le consul britannique rapporte que « les Grecs clamèrent haut et fort que justice ne leur avait pas été rendue et que le rabbin et les chefs auraient dû être incarcérés ». Huit Juifs sont capturés dont le grand rabbin et David Mizrahi qui sont torturés. On les suspend, en présence des consuls européens, à des crochets attachés à un plafond. Mizrahi perd conscience après six heures, tandis que le rabbin souffre le martyre pendant deux jours, jusqu'à ce qu'il subisse une hémorragie. Cependant, aucun des deux ne livre de confession, ils sont libérés quelques jours plus tard. Les six autres Juifs restent en prison jusqu'à début avril.

### Rôle des consuls
Les consuls européens de Rhodes sont unanimement persuadés de la véracité des accusations pesant sur les Juifs. Ils jouent un rôle clé dans l'interrogatoire des prévenus auxquels le consul anglais J. G. Wilkinson et son homologue suédois E. Masse participent. Durant l'interrogatoire du grand rabbin, Wilkinson demande, se référant à la décision du cadi de mettre fin aux poursuites : « Que signifie pour nous le jugement du mollah après ce qui s'est passé à Damas, il est prouvé que, selon le Talmud, du sang chrétien doit être utilisé dans la fabrication de votre pain de la Pâque juive ? » Les consuls sont aussi présents lors de certaines séances de torture. Lorsque le grand rabbin, un sujet autrichien, est torturé, il fait appel au vice-consul Anton Giuliani qui répond : « Quoi rabbin ? De quoi vous plaignez vous ? Vous n'êtes pas encore mort ».
Certains Juifs de Rhodes accusent les consuls de conspiration, indiquant qu'ils souhaitent profiter de l'affaire pour éliminer Elias Kalimati, un Juif de l'île représentant les intérêts commerciaux de Joel Davis, un homme d'affaires juif de Londres. Davis accroît à cette époque ses parts de marché sur le commerce des éponges, un produit d'exportation lucratif de Rhodes, et est donc un concurrent commercial majeur des consuls européens. Kalimati n'est cependant pas inquiété durant l'affaire, ce qui remet cette allégation en doute. Pour d'autres sources juives, les consuls « ont affiché ouvertement... leur objectif d'exterminer les Juifs ou de les contraindre à changer de religion »,.

## Intervention de la diplomatie européenne

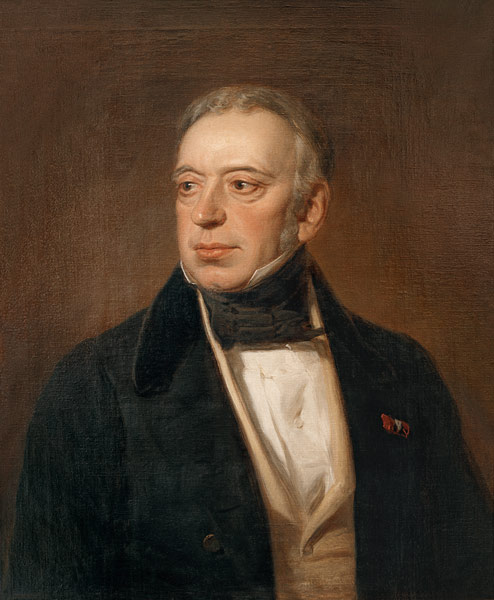
Salomon Mayer von Rothschild.

Durant les premiers jours de blocus, quelqu'un parvient à faire sortir du quartier juif une missive adressée aux dirigeants de la communauté juive de Constantinople. Les notables juifs de la capitale transmettent le document, ainsi qu'un appel similaire provenant de la communauté de Damas, à la famille Rothschild le 27 mars. Ils joignent aux deux lettres une déclaration indiquant qu'ils doutent de leur propre capacité à influer sur la position du sultan.
C'est dans l'empire d'Autriche que l'action des Rothschild porte en premier ses fruits. Le dirigeant de la branche viennoise de la banque familiale, Salomon Mayer von Rothschild, est bien introduit dans les cercles du pouvoir du fait de son rôle clé dans le financement de l'Empire. Il a une relation privilégiée avec le chancelier autrichien Klemens Wenzel von Metternich. Le 10 avril, ce dernier fait envoyer des instructions concernant les affaires de Rhodes et Damas à Bartolomäus von Stürmer, ambassadeur à Constantinople et à Anton von Laurin, son homologue d'Alexandrie. Dans sa dépêche, Metternich écrit : « L'accusation selon laquelle des chrétiens sont délibérément assassinés à l'occasion d'une sanguinaire célébration de la pâque juive est par nature absurde ». Concernant le cas de Rhodes, le chancelier recommande à son ambassadeur d'influer sur le gouvernement ottoman afin qu'il fasse pression sur le pacha de Rhodes pour gérer la situation de manière adéquate. Il lui demande aussi de rappeler au vice-consul de Rhodes que ce dernier doit traiter de l'affaire dans un esprit de médiation. Von Stürmer lui répond qu'« il n'y a pas eu de persécutions contre les Juifs, tout du moins, pas par les autorités ».
Au Royaume-Uni, la communauté juive met plus de temps à réagir aux appels à l'aide provenant de Rhodes et Damas. La direction de la communauté britannique se réunit le 21 avril pour discuter des accusations de crime rituel. Elle décide de demander aux gouvernements britannique, français et autrichien d'intercéder auprès du gouvernement ottoman afin que les persécutions cessent. Un message condamnant les accusations de crime rituel est publié sous la forme d'un bandeau publicitaire dans 35 journaux britanniques. Il paraît deux fois dans les quotidiens les plus lus. Le 30 avril, une délégation élue par le conseil communautaire rencontre le ministre des affaires étrangères Henry John Temple. Ce dernier qualifie l'accusation visant les Juifs de « calomnie » et souligne que « l'influence du gouvernement britannique doit être exercée afin de faire cesser les atrocités ». Dans un courrier envoyé le 5 mai, le ministre ordonne à l'ambassadeur britannique de Constantinople, John Ponsonby, de communiquer aux autorités ottomanes les éléments concernant l'affaire de Rhodes, « officiellement et par écrit » et de demander à ce qu'une enquête sérieuse soit effectuée, spécialement concernant le rôle de la population chrétienne de Rhodes et des consuls dans l'affaire.
Un consensus se forme au sein des cercles de la diplomatie européenne à Constantinople pour que la persécution subie par les Juifs soit stoppée. Cette opinion est soutenue non seulement par Lord Ponsonby, mais aussi par von Stürmer, dont la correspondance montre qu'il n'est, personnellement, absolument pas convaincu de l'innocence des Juifs, par l'ambassadeur français Édouard Pontois, dont le gouvernement a auparavant soutenu ses consuls favorables à la thèse des « crimes rituels » à Rhodes et à Damas, et par l'ambassadeur prussien Hans von Königsmark. En conséquence, la voie est laissée libre à Lord Ponsonby, le diplomate étranger le plus puissant de la capitale impériale, afin qu'il intervienne en faveur des Juifs de Rhodes.

## Enquête et jugement

### Intervention du gouvernement ottoman
En réponse à la requête du gouverneur Yousouf Pacha, le gouvernement envoie des instructions qui parviennent à Rhodes fin avril. Le pouvoir central décide d'établir une commission d'enquête devant laquelle les représentants des communautés grecque et juive sont sommés de présenter leurs  versions respectives. À la mi-mai, le gouvernement ordonne la libération des six derniers Juifs prisonniers. Le 21 mai, ils sont cérémonieusement appelés à comparaître devant un concile de juges musulmans et libérés sous la garantie des anciens de la communauté.
Les décisions du gouvernement provoquent une hostilité renouvelée à l'égard des Juifs au sein de la communauté grecque. Fin mai, les tensions vont croissantes. Des Juifs qui rapportent plusieurs cas d'agressions par des chrétiens sont soumis à la bastonnade sur ordre du gouverneur. Le cadi se dissocie de cette mesure prise par Yousouf Pacha, et ce dernier déclare avoir agi à la demande des consuls. De surcroît, il ordonne l'arrestation de cinq autres Juifs.

### Acquittement
Des délégations grecques et juives de Rhodes, de cinq membres chacune, arrivent à Constantinople le 10 mai. Elles sont accompagnées dans la capitale de l'empire par le cadi, le consul français et le vice-consul autrichien. Le 26 mai, le tribunal d'enquête mène sa première séance. Le cadi souligne que « toute l'affaire est le produit de la haine ; [et] a été instruite par les consuls anglais et autrichien seuls ». Les consuls insistent sur la culpabilité des Juifs, et présentent un témoignage écrit similaire de leurs collègues restés sur l'île.
L’affaire traine en longueur pendant deux mois, l’ambassadeur britannique insistant pour mettre en lumière les preuves de l'implication du gouverneur dans les actes de torture. Finalement, le 21 juillet, le verdict est prononcé. Concernant le premier volet du dossier impliquant « la population grecque de Rhodes en tant que plaignante et la population juive, accusée », l'acquittement est prononcé. D'autre part, Yousouf Pacha est démis de ses fonctions, la cour estimant qu'« il a permis l'utilisation de procédures contre les Juifs qui ne sont autorisées d'aucune manière par la loi et qui sont expressément interdites par le Hatt-i Sharif du 3 novembre ». 
L'ambassadeur se félicite du déroulement de l'enquête, estimant que « l'affaire de Rhodes a été examinée avec équité » et souligne que le verdict est « une preuve de la justice et de l'humanité avec laquelle la Sublime porte agit ».

### Firmandu Sultan

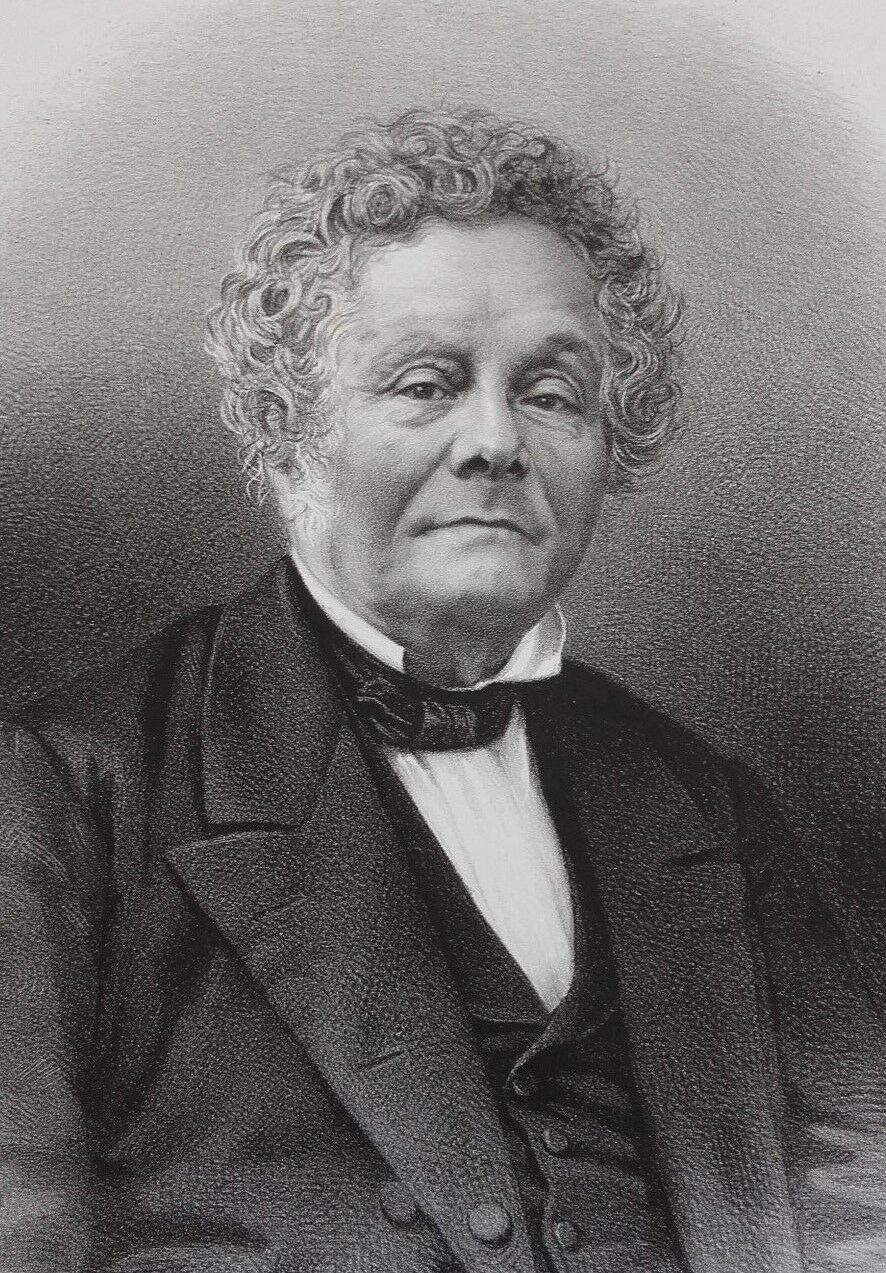
Adolphe Crémieux à la tête de la délégation auprès de Méhémet Ali.

En juillet 1840, une délégation menée par le Français Adolphe Crémieux et le Britannique Moïse Montefiore se rend en Égypte pour secourir les Juifs de Damas. Crémieux et Montefiore demandent à Méhémet Ali, le khédive égyptien, de transférer le procès à Alexandrie, ou bien de laisser des juges européens l'instruire. Leur requête reçoit une fin de non-recevoir, et la délégation, préoccupée avant tout par la libération des Juifs emprisonnés à Damas, décide d'accepter qu'ils soient libérés sans être formellement innocentés, ni qu'une condamnation de l'accusation de crimes rituels ait lieu. Un acte de libération est édicté le 28 août 1840. Par volonté de compromis, il y est indiqué explicitement qu'il s'agit d'un acte de justice et non d'un acte de pardon octroyé par le gouvernant.

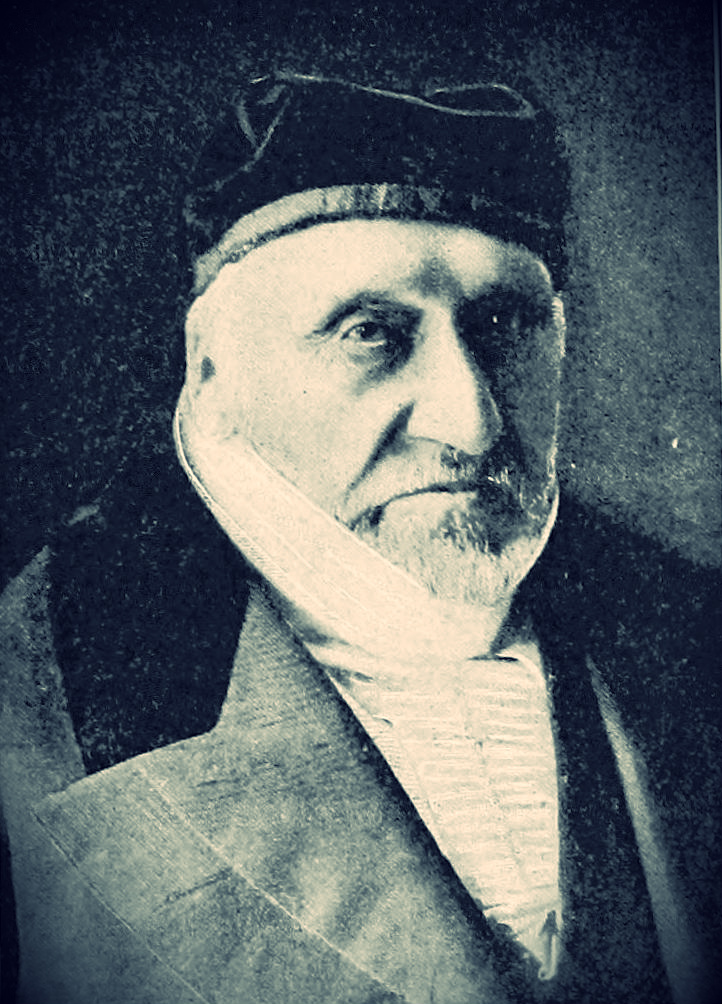
L'audience de Moïse Montefiore auprès du sultan conduit ce dernier à promulguer un firman dénonçant les accusations de « crime rituel ».

Après avoir achevé sa mission auprès du vice-roi d'Égypte, Montefiore entreprend de rentrer en Europe via Constantinople. Il y rencontre, le 15 octobre 1840, Lord Ponsonby, l'ambassadeur britannique, auquel il souligne que le sultan, à l'imitation de son prédécesseur Soliman le Magnifique, devrait délivrer un firman (décret) dénonçant formellement les accusations de crime rituel, mettant ainsi définitivement fin aux affaires de Damas et de Rhodes. Le diplomate abonde dans le sens de Montefiore et, moins d'une semaine plus tard, arrange une rencontre entre ce dernier et Moustapha Reschid Pacha, diplomate influent de la cour ottomane. Montefiore prépare alors un projet de texte du firman, le fait traduire en français et le soumet à Reschid Pacha. Ce dernier se montre tout à fait favorable au texte.

L'audience de Montefiore avec le sultan Abdülmecit Ier a lieu le 28 octobre au soir. Le philanthrope britannique indique dans son journal qu'alors que lui-même et sa délégation se dirigent vers le palais, « les rues étaient remplies ; beaucoup de Juifs avaient illuminé leurs maisons ». Pendant la rencontre, Montefiore lit une adresse officielle dans laquelle il remercie le sultan pour sa position durant l'affaire de Rhodes. En retour, le sultan assure à ses hôtes que leur demande va être agréée. Le firman est apporté le 7 novembre à Montefiore, et une copie en est donnée au Hakham Bachi, le grand-rabbin de l'empire. Citant le jugement de l'affaire de Rhodes, le décret indique qu'un examen soigneux des croyances juives et des « livres religieux » démontre que 
« les accusations portées à leur encontre... sont pure calomnie. La nation juive doit jouir des mêmes privilèges que ceux accordés à de nombreuses autres nations soumises à notre autorité. La nation juive doit être protégée et défendue »,.

Intervenants musulmans
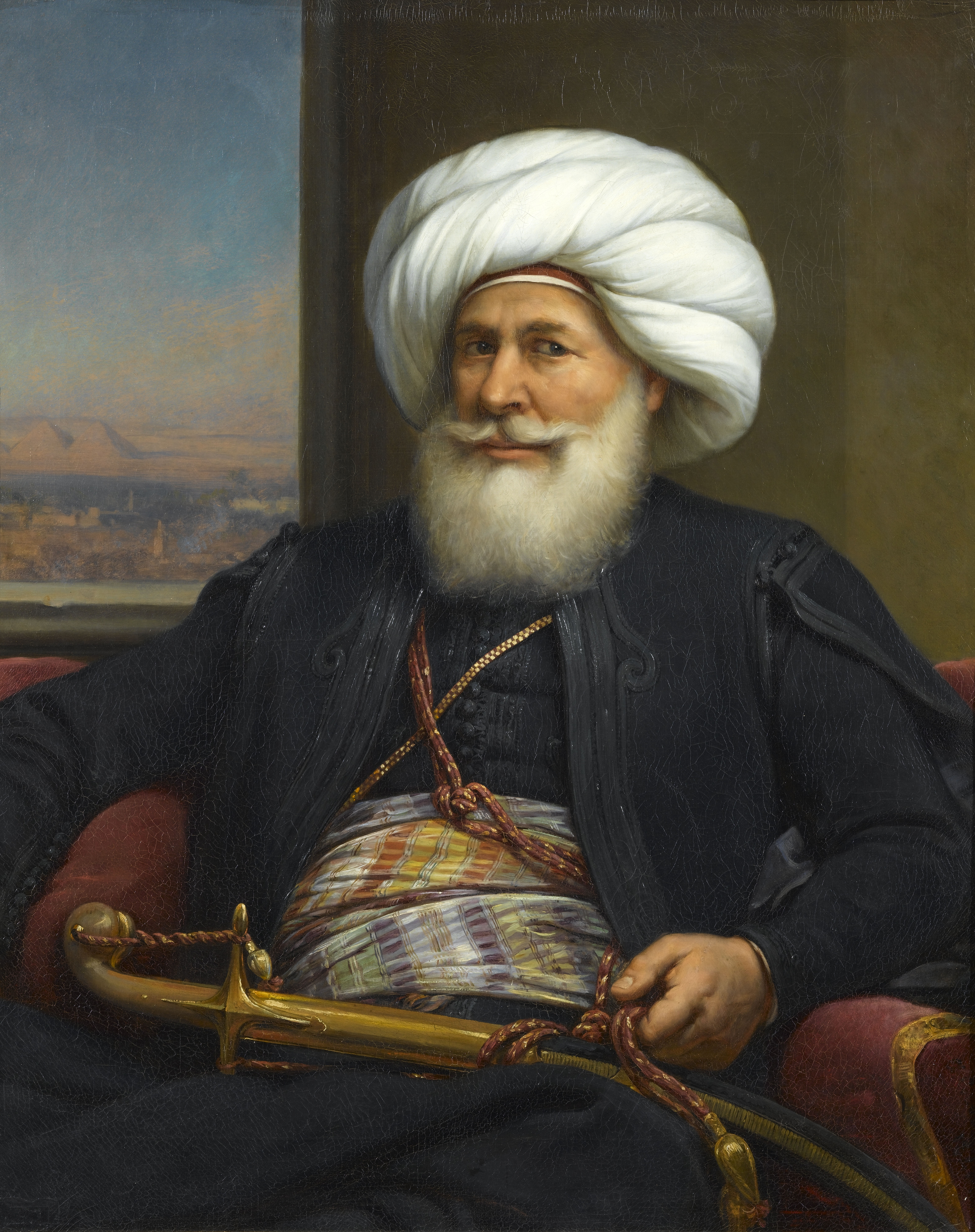
Méhémet Ali par L-C-A Couder (1840)
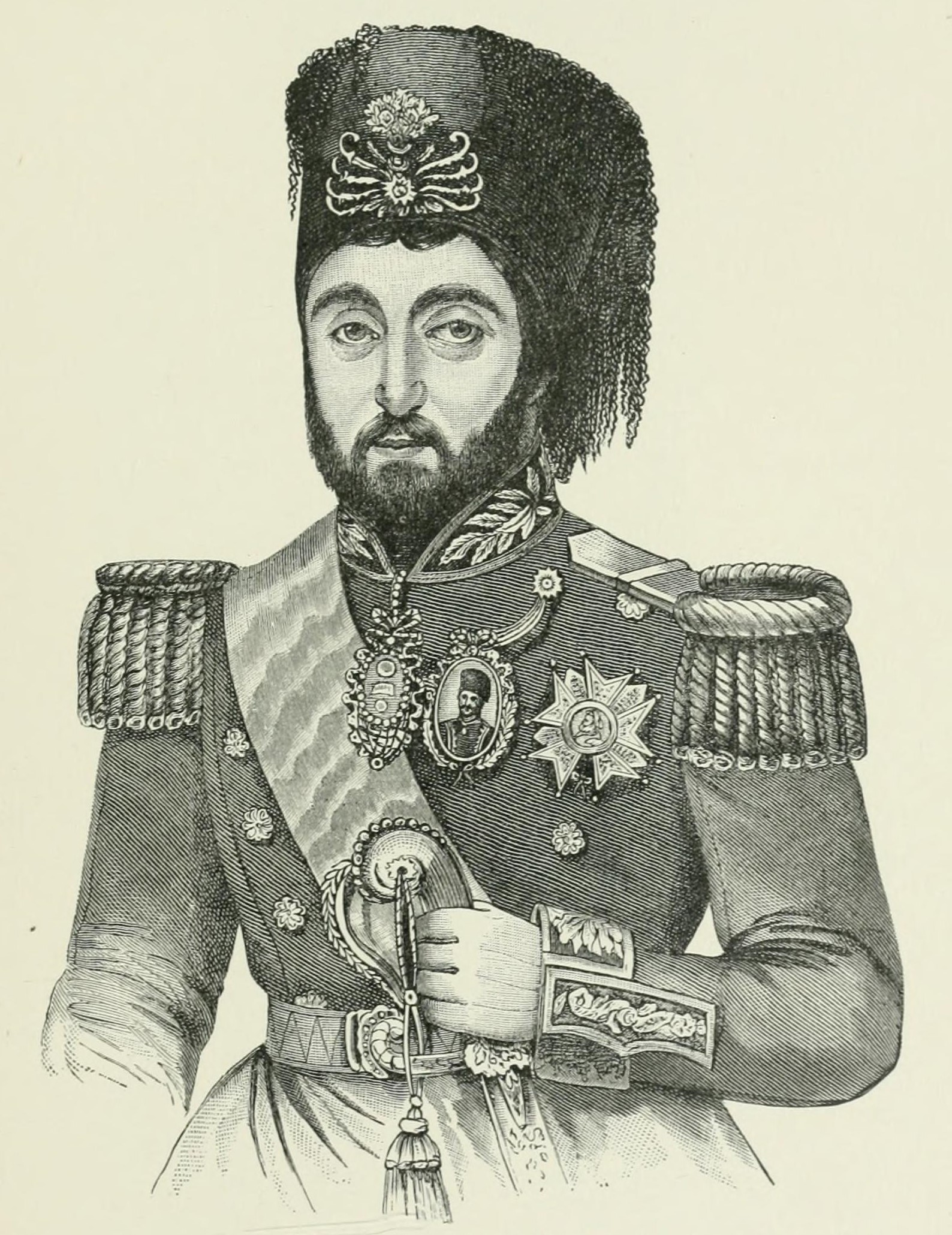
Mustafa Reshid pasha
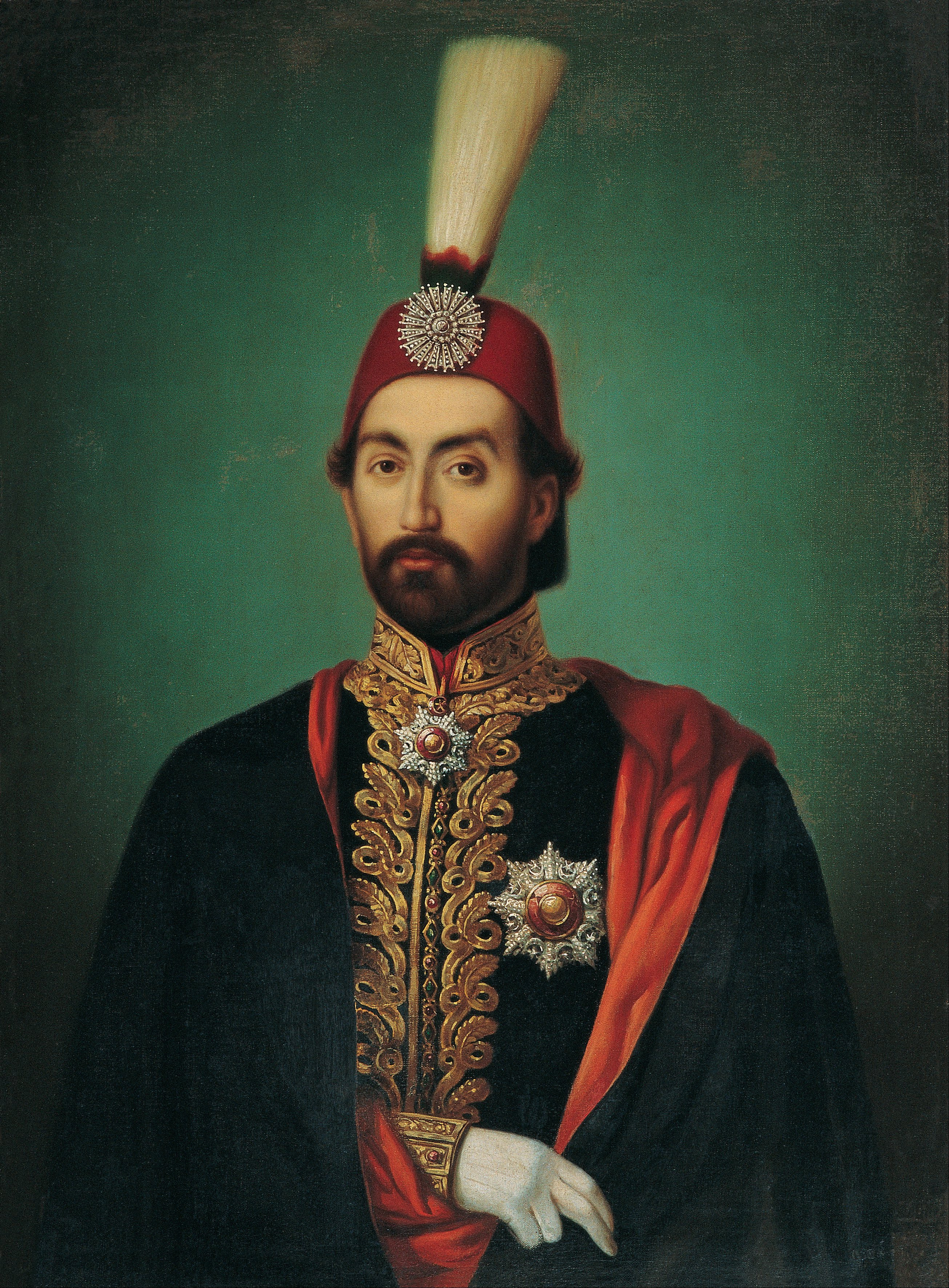
Sultan Abdülmecid Ier (v. 1850)

Après l'interdiction des allégations de « meurtre rituel » sur les terres ottomanes, les Juifs de Rhodes composent un poème en ladino à  Pourim 1842 :
| « Let’s bless our French and English brothers, who strove to clear the Jews from libel and sent us the redeemer of Israel. His name was Moses Montefiore. . . He hoped to save the People of Israel. . . . and it was God who helped them do it. » | « Bénissons nos frères français et anglais, qui se sont efforcés d'innocenter les Juifs de l'accusation de diffamation et envoie-nous le rédempteur d'Israël. Il s'appelait Moïse Montefiore. . . Il espérait sauver le peuple d'Israël. . . et c'est Dieu qui les a aidés à le faire. » |